# 益和村
益和村（ますわむら）は、かつて愛知県海東郡にあった村。
現在の津島市南東部（神尾町・金柳町・莪原町・大坪町など）に該当する。

## 歴史
- 1889年（明治22年）10月1日 - 神尾村、金柳村、莪原村、大坪村が合併し、益和村発足。
- 1906年（明治39年）7月1日 - 神守村、百高村、野間村、越治村と合併し、改めて神守村が発足。同日益和村廃止。